# Vysshaya Divizion 1999
La Vysshaya Divizion 1999 fue la octava edición de la máxima categoría del fútbol ruso desde la disolución de la Unión Soviética. El campeón fue el Spartak Moscú, que ganó su séptimo título.
El goleador del campeonato fue Georgi Demetradze, del Alania Vladikavkaz.

## Tabla de posiciones
|  | Pos. | Equipo                    | Pts | PJ | PG | PE | PP | GF | GC | DG  |
|  | ---- | ------------------------- | --- | -- | -- | -- | -- | -- | -- | --- |
|  | 1.   | Spartak Moscú             | 72  | 30 | 22 | 6  | 2  | 75 | 24 | +51 |
|  | 2.   | Lokomotiv Moscú           | 65  | 30 | 20 | 5  | 5  | 62 | 30 | +32 |
|  | 3.   | CSKA Moscú                | 55  | 30 | 15 | 10 | 5  | 56 | 29 | +27 |
|  | 4.   | Torpedo Moscú             | 50  | 30 | 13 | 11 | 6  | 38 | 33 | +5  |
|  | 5.   | Dinamo Moscú              | 44  | 30 | 12 | 8  | 10 | 44 | 41 | +3  |
|  | 6.   | Alania Vladikavkaz        | 43  | 30 | 12 | 7  | 11 | 54 | 45 | +9  |
|  | 7.   | Rostselmash               | 41  | 30 | 11 | 8  | 11 | 32 | 37 | -5  |
|  | 8.   | Zenit                     | 39  | 30 | 9  | 12 | 9  | 36 | 34 | +2  |
|  | 9.   | Uralan Elista             | 36  | 30 | 10 | 6  | 14 | 27 | 34 | -7  |
|  | 10.  | FC Saturn                 | 34  | 30 | 8  | 10 | 12 | 30 | 38 | -8  |
|  | 11.  | Lokomotiv Nizhny Novgorod | 33  | 30 | 9  | 6  | 15 | 33 | 48 | -15 |
|  | 12.  | Krylia Sovetov            | 31  | 30 | 8  | 7  | 15 | 39 | 49 | -10 |
|  | 13.  | Rotor Volgogrado          | 31  | 30 | 7  | 10 | 13 | 36 | 51 | -15 |
|  | 14.  | Chernomorets Novorossiysk | 29  | 30 | 7  | 8  | 15 | 30 | 49 | -19 |
|  | 15.  | Zhemchuzhina Sochi        | 26  | 30 | 5  | 11 | 14 | 29 | 55 | -26 |
|  | 16.  | Shinnik Yaroslavl         | 24  | 30 | 5  | 9  | 16 | 21 | 45 | -24 |

Pts = Puntos; PJ = Partidos jugados; PG = Partidos ganados; PE = Partidos empatados; PP = Partidos perdidos; GF = Goles a favor; GC = Goles en contra; DG = Diferencia de gol
|  | Clasificado para la fase de grupos de la Liga de Campeones de la UEFA 2000-01       |
|  | Clasificado para la tercera ronda previa de la Liga de Campeones de la UEFA 2000-01 |
|  | Clasificado para la primera ronda de la Copa de la UEFA 2000-01                     |
|  | Clasificado para la Copa Intertoto de la UEFA 2000                                  |
|  | Descendido a la Primera División 2000                                               |

| Rusia                           |
| Campeón Spartak Moscú 7° título |

## Goleadores
| #  | Jugador              | Goles | Equipo       |
| -- | -------------------- | ----- | ------------ |
| 1  | Georgi Demetradze    | 21    | Alania       |
| 2  | Andréi Tíjonov       | 19    | Spartak      |
| 3  | Vladímir Kulik       | 15    | CSKA         |
| 4  | Dmitri Loskov        | 14    | Lokomotiv M. |
|    | Oleg Teriojin        | 14    | Dinamo       |
| 6  | Arsén Avákov         | 13    | Lokomotiv NN |
| 7  | Viacheslav Kamóltsev | 12    | Torpedo      |
|    | Serguéi Semak        | 12    | CSKA         |
|    | Oleg Vereténnikov    | 12    | Rotor        |
| 10 | Yegor Titov          | 11    | Spartak      |